# فرودگاه بین‌المللی سوبیک بی
فرودگاه بین‌المللی سوبیک بی (به انگلیسی: Subic Bay International Airport) (به زبان بومی: Paliparang Pandaigdig ng Look ng Subic) یک فرودگاه همگانی با کد یاتا SFS است. این فرودگاه در کشور فیلیپین قرار دارد و در ارتفاع ۱۹ متری از سطح دریا واقع شده‌است.

## شرکت‌های هواپیمایی و مقصدهای پروازی
| شرکت‌های هواپیمایی | مقصدهای پروازی                             |
| ----------------- | ------------------------------------------ |
| Air Juan          | Manila Harbor (Air Juan Seaplane Terminal) |